# Pakt z diabłem (film 2004)
Pakt z diabłem (tytuł oryg. Dorian) – film fabularny (horror) z 2004 roku, wyreżyserowany i wyprodukowany przez Allana A. Goldsteina. Powstał na motywach powieści Oscara Wilde’a Portret Doriana Graya.
W Polsce film wyemitowały stacje telewizyjne TV4 (6 sierpnia 2006 r.) oraz Polsat (3 stycznia 2009 r.).

## Zarys fabularny
Podczas tymczasowej pracy w studio prowadzonym przez znanego fotografa, niezwykle przystojny Louis poznaje Henry’ego, który jest zachwycony jego piękną twarzą. Zaprasza Louisa na sesję fotograficzną i przekonuje go, by przyjął pseudonim artystyczny Dorian, jako hołd złożony Dorianowi Gray, bohaterowi powieści Oscara Wilde’a. Louis marzy, by doświadczyć takiego samego losu, jaki snuł Dorian. Wkrótce rozpoczyna pełną sukcesów karierę modela.

## Obsada
- Malcolm McDowell jako Henry
- Ethan Erickson jako Louis/Dorian
- Jennifer Nitsch jako Bae
- Ron Lea jako detektyw Giatti
- Victoria Sanchez jako Mariella Steiner
- Christoph Waltz jako Rolf Steiner
- Karen Cliche jako Christine
- Bronwen Booth jako Trina
- Carl Alacchi jako James
- Amy Sloan jako Sybil